# Surjoux
Surjoux ist eine ehemalige französische Gemeinde mit 95 Einwohnern (Stand 1. Januar 2022) im Département Ain in der Region Auvergne-Rhône-Alpes. Sie gehörte zum Kanton Valserhône im Arrondissement Nantua und war Mitglied im Gemeindeverband Pays Bellegardien.

## Geographie
Surjoux liegt auf 380 m, etwa zehn Kilometer südlich der Stadt Bellegarde-sur-Valserine und 49 Kilometer ostsüdöstlich der Präfektur Bourg-en-Bresse (Luftlinie). Das Bauerndorf erstreckt sich im Rhonetal rund 100 m über der Talniederung in einem kurzen Seitental, am Ostfuß des Crêt du Nu, eines Höhenzuges des französischen Juras.
Die Fläche der 4,31 km² großen Commune déléguée umfasst einen Abschnitt des Rhônetals. Die östliche Grenze verläuft entlang der Rhône, die hier in einem engen Tal tief eingeschnitten in die umgebenden Plateaus von Norden nach Süden fließt. Vom Flusslauf erstreckt sich das Gemeindeareal westwärts über einen Steilhang, der teilweise von Felsbändern durchzogen wird, bis auf das angrenzende Hochplateau am Jurafuß. Dieses wird durch die Täler kurzer Seitenbäche der Rhône untergliedert. Oberhalb des Dorfes wird mit 500 m die höchste Erhebung von Surjoux erreicht.

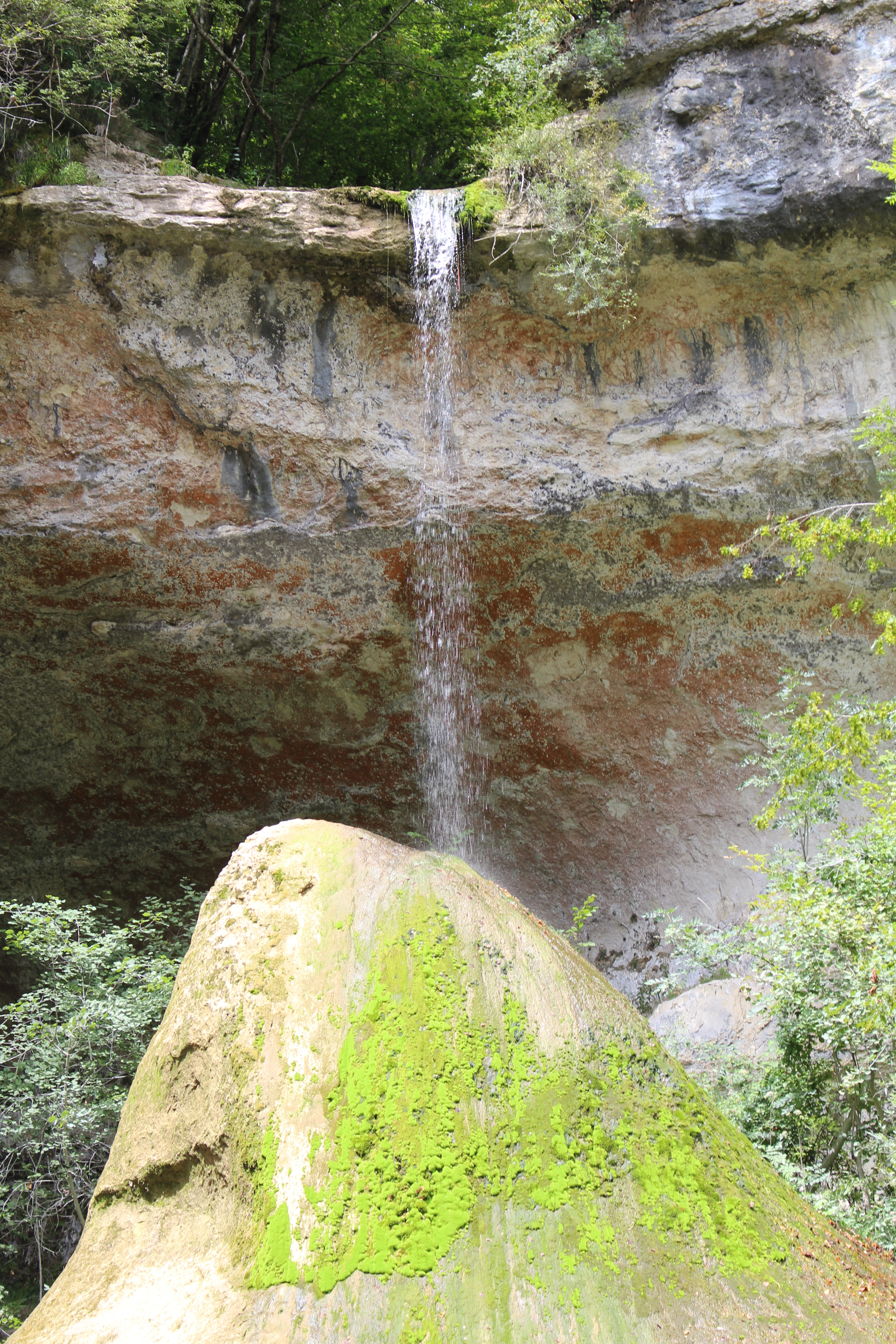
Wasserfall Le Pain de Sucre

Südöstlich des Dorfs befindet sich der Wasserfall "Le pain de sucre" (Zuckerhut), gespiesen vom Bach la Vézéronce. Darunter hat sich ein 20 m hoher kegelförmiger Stalagmit gebildet, daher der Name. Die Bahnstrecke Lyon-Genf führt auf einer Brücke nahe am Wasserfall vorbei, er ist vom Zug aus gut zu sehen.
Zu Surjoux gehören der Weiler Bognes (400 m) auf dem Plateau sowie einige Gehöfte. Nachbargemeinden von Surjoux waren Injoux-Génissiat im Norden, Franclens und Challonges im Osten, Chanay im Süden sowie Lhôpital im Westen. Mit letzterer wurde Surjoux mit Wirkung vom 1. Januar 2019 zur Commune nouvelle Surjoux-Lhopital fusioniert.

## Geschichte
Erstmals urkundlich erwähnt wird Surjoux im 13. Jahrhundert unter dem Namen Chargiou. Das Dorf war im 14. Jahrhundert Mittelpunkt einer kleinen Herrschaft.

## Sehenswürdigkeiten

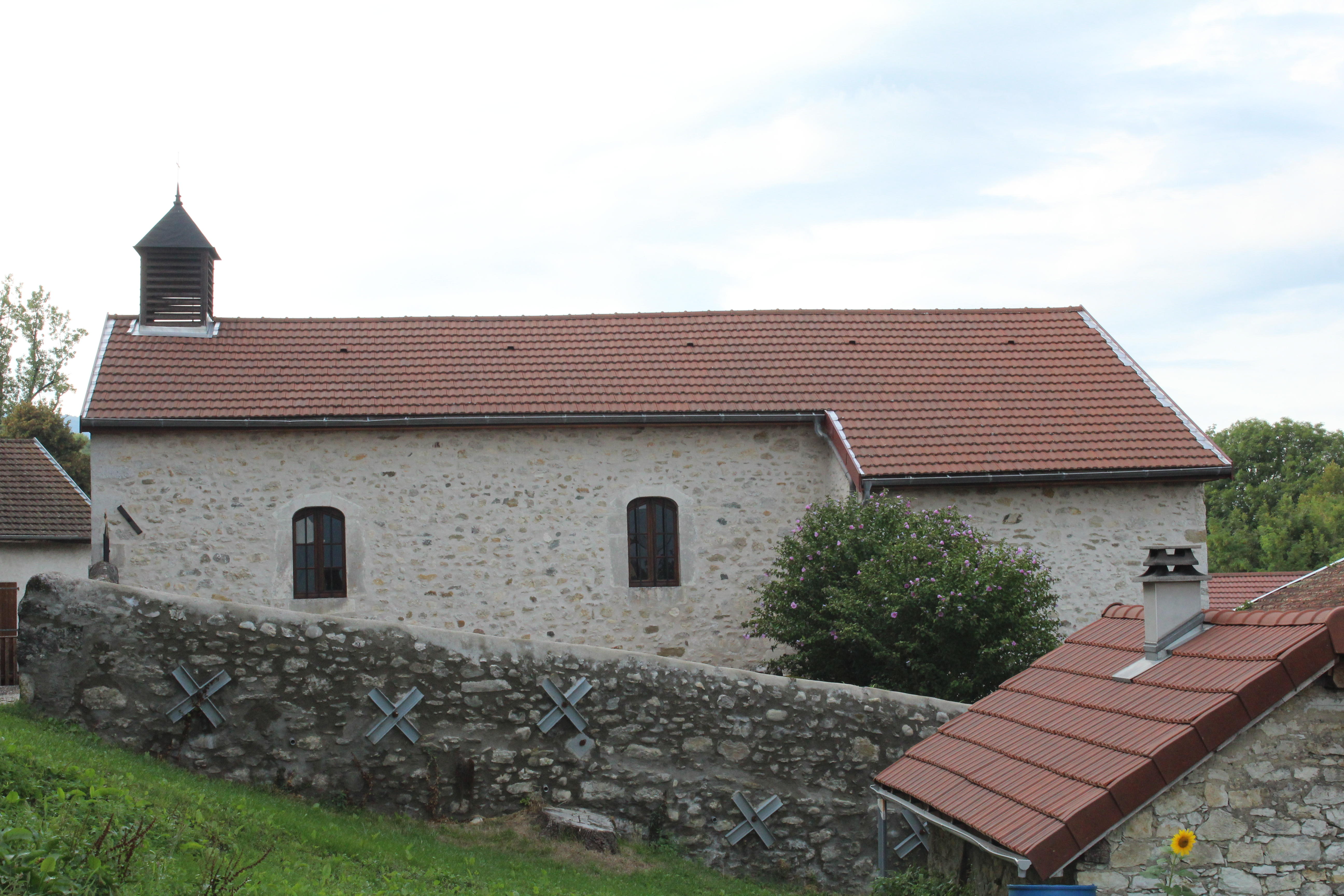
Kirche Saint-Pierre

Die Dorfkirche Saint-Pierre von Surjoux wurde ursprünglich im gotischen Stil erbaut, seither jedoch mehrfach verändert. Ruinen des ehemaligen Herrschaftssitzes von Bognes sind erhalten. Ein Salzspeicher stammt aus dem 18. Jahrhundert.

## Bevölkerung
| Bevölkerungsentwicklung | Bevölkerungsentwicklung |
| Jahr                    | Einwohner               |
| ----------------------- | ----------------------- |
| 1962                    | 103                     |
| 1968                    | 90                      |
| 1975                    | 69                      |
| 1982                    | 67                      |
| 1990                    | 70                      |
| 1999                    | 69                      |
| 2006                    | 73                      |
| 2011                    | 77                      |
| 2022                    | 95                      |

Mit 95 Einwohnern (Stand 1. Januar 2022) gehörte Surjoux zu den kleinsten Gemeinden des Départements Ain. Nachdem die Einwohnerzahl in der ersten Hälfte des 20. Jahrhunderts deutlich abgenommen hatte, stagnierte die Bevölkerungszahl Mitte der 1970er Jahre. Seither wurden nur noch geringe Schwankungen verzeichnet. Die Ortsbewohner von Surjoux heißen auf Französisch Surdiolan(e)s.

## Wirtschaft und Infrastruktur
Surjoux war bis weit ins 20. Jahrhundert hinein ein vorwiegend durch die Landwirtschaft geprägtes Dorf. Noch heute leben die Bewohner überwiegend von der Tätigkeit im ersten Sektor. Einige Erwerbstätige sind auch Wegpendler, die in den größeren Ortschaften der Umgebung und hauptsächlich in Bellegarde-sur-Valserine ihrer Arbeit nachgehen.
Die Ortschaft liegt abseits der größeren Durchgangsstraßen. Straßenverbindungen bestehen mit Injoux-Génissiat, Chanay und Challonges. Der nächste Anschluss an die Autobahn A40 befindet sich in einer Entfernung von rund 16 Kilometern.